# Numberblocks
Numberblocks är en brittisk animerad komediserie, producerad av Blue-Zoo för barn-tv-kanalen CBeebies. Serien har med kortare uppehåll producerats sedan 2017.